# Ærens Lov
Ærens Lov er en amerikansk stumfilm fra 1919 af William Worthington.

## Medvirkende
| Skuespiller     | Rolle                |
| --------------- | -------------------- |
| Sessue Hayakawa | Yamashito / Sasamoto |
| Marin Sais      | Olga Orczy           |
| Tsuru Aoki      | Toku-ko              |
| Dagmar Godowsky | Elva Petrovitch      |
| Herschel Mayall | Paul Berkowitz       |
| Toyo Fujita     | Sakurai              |
| M. Foshida      | Saito                |